# الأكاديمية الملكية الدنماركية للفنون الجميلة

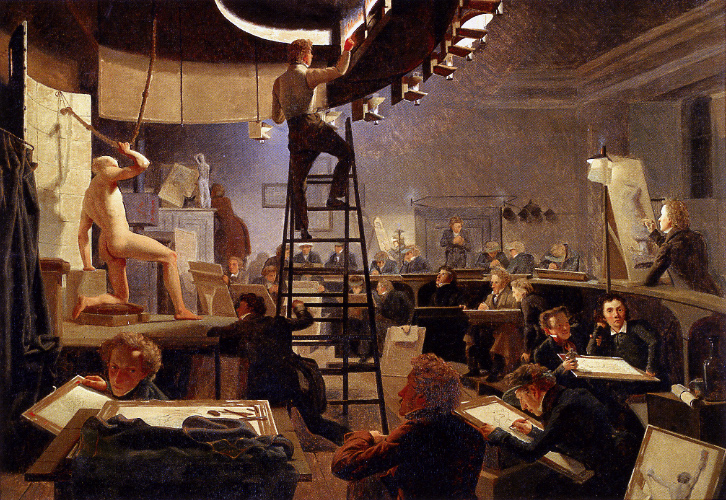
تشكيل المجسمات في الأكاديمية عام 1826.

الأكاديمية الملكية الدنماركية للفنون الجميلة (بالدنماركية: Det Kongelige Danske Kunstakademi) مدرسة فنية تم تأسيسها في كوبنهاغن في 31 آذار/ مارس 1754 تحت اسم "الأكاديمية الملكية الدنماركية لفن البورتريه والنحت والعمارة"، كهدية تم تقديمها إلى الملك فريدريك الخامس في عيد ميلاده الواحد والثلاثين. وفّرت هذه الأكاديمية عنصرا مكملا لممارسة الفنون في الجامعات الدنماركية لأكثر من 250 عاما، ولعبت دورا حاسما في تطور الفنون الجميلة في الدنمارك.

## معرض صور

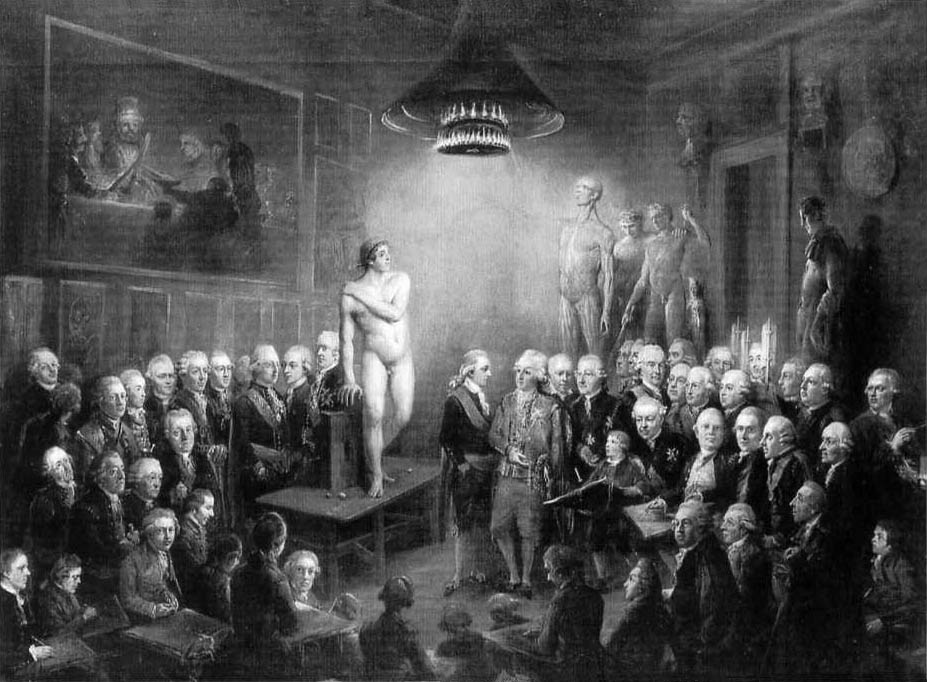
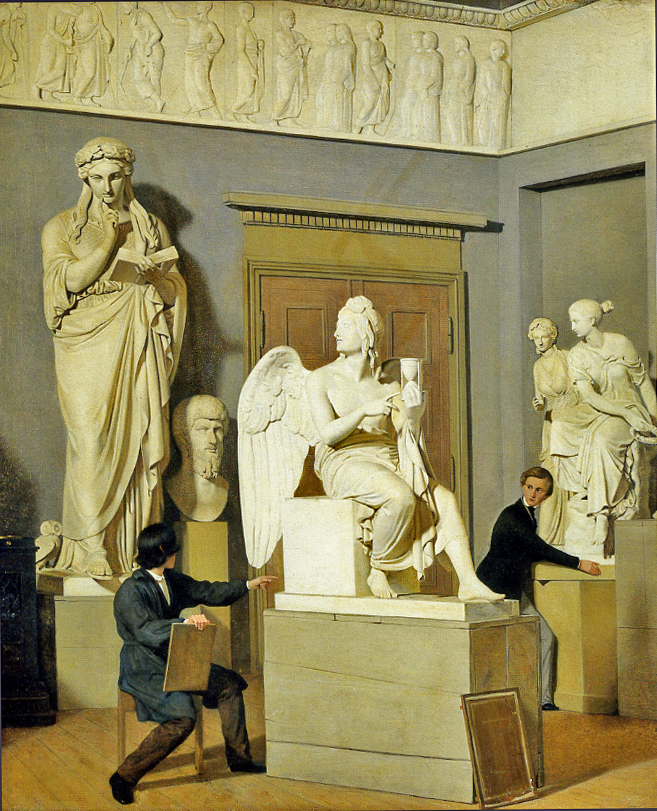
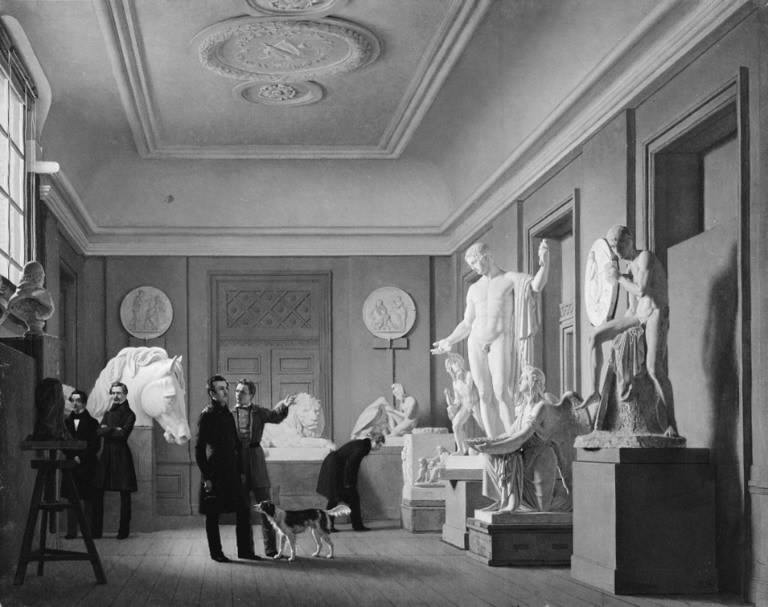
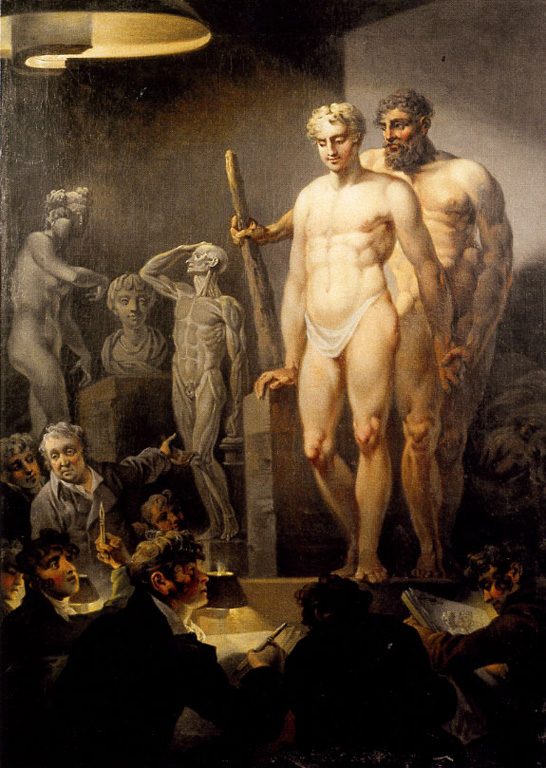